# Animal Crackers (serie animata)
Animal Crackers è una serie animata di produzione franco-canadese del 1997, prodotta da Cinar e Alphanim e ispirata all'omonima striscia a fumetti disegnata da Roger Bollen e Fred Wagner. Viene trasmessa in Canada su Teletoon.

## Trama
L'opera narra le gesta di una serie di animali che vivono nella riserva naturale di «Freeborna» in maniera selvatica ma un po' particolare, utilizzando apparecchi tecnologici e affrontando molte problematiche che assillano anche l'uomo, quali chiedere un appuntamento ad una ragazza, e farsi rispettare dal proprio branco.

## Personaggi
- Leo il leone: passivo, insicuro, un cocco di mamma, Leo il Leone non può esser certo chiamato "Il Re della giungla", ed è più interessato a parlare di filosofia e ordinare una pizza che essere il predatore dominante. Il suo obiettivo è ottenere un appuntamento con Lana, anche se non è molto fortunato e i suoi innumerevoli fallimenti lo dimostrano;
- Lana: elegante, attraente, intelligente, forte di spirito. È l'oggetto dell'amore di Leo. Lana è molto attenta nei riguardi degli abitanti della riserva, e mette sempre il gruppo davanti a se stessa. È anche un'appassionata di libri, ed ha sempre il naso in un romanzo. Nonostante mostri poco interesse nei tentativi di Leo, può essere che anche lei è un po' interessata a lui, ma questo solo Lana lo sa;
- Dodo: è l'ultimo dodo ancora vivo ed è il migliore amico di Leo. Egocentrico, impaziente, e testardo a tal punto che rifiuta il fatto che un dodo non può volare. Questo lo porta a molteplici fallimenti nel tentativo di dimostrare il contrario, molte volte usando alcune delle sue tecniche tanto innovative quanto inusuali;
- Gnu: per un "presunto" capo di una mandria, Gnu è privo di qualsiasi qualità di leader: pigro, timido, non ha senso di direzione. Nonostante la sua natura, Gnu è molto dedicato alla sua mandria, anche se la sua presenza va ad ostacolare piuttosto che aiutare. Egli è anche un padre premuroso, in quanto si tratta di un unico genitore per un figlio (Gnu Junior) che ama molto;
- Eugenio: è un elefante africano che fa valere il suo "peso" nella giungla. Ha continuo bisogno di attenzioni, è arrogante e non ha paura di usare la sua stazza per ottenere sempre quello che vuole, in qualunque modo. Alcuni dei suoi piaceri sono inalare carichi di burro d'arachidi e calpestare petunie, ma la vista di un piccolo topolino di solito lo spaventa;
- Tito: è un camaleonte muto e, nel corso della serie, finisce sempre nei guai;
- Gnu Junior: il figlio di Gnu;
- Nonno Ugo: tartaruga, il saggio della giungla;
- Platino: un leone, grande amico ma anche rivale di Leo;
- Lamont, un ippopotamo;
- Roxanne, uno struzzo;
- Elmo, un coccodrillo.
- Roland, il bufalo d'acqua.

## Trasmissione
La serie è stata trasmessa in tre stagioni dal 1997 al 1999 per un totale di 39 episodi. In Italia, oltre a chiamarsi col nome originale Animal Crackers, viene sottotitolata con: Io, Lana e lo Gnu. La serie animata è stata trasmessa sul canale Rai 2 per la prima volta nel 1999.

## Doppiaggio
- Dialoghi Italiani: Daniela Di Giusto, Sandro Leoni
- Direzione del Doppiaggio: Guido Maria Compagnoni

- Oliviero Dinelli: Leo
- Mino Caprio: Gnu
- Fabrizia Castagnoli: Lana
- Fabrizio Mazzotta: Dodo
- Ambrogio Colombo: Eugenio
- Manfredi Aliquò: Gnu Junior
- Mario Bombardieri: Nonno Ugo
- Vittorio Amandola: Lamont
- Roberto Draghetti: Elmo
- Stefano Mondini: Roland